# Dioscore bicolor
Dioscore bicolor är en fjärilsart som beskrevs av W. Warren 1896. Dioscore bicolor ingår i släktet Dioscore och familjen mätare. Inga underarter finns listade i Catalogue of Life.